# Funimation
Crunchyroll (tidigare Funimation Productions, Funimation Entertainment och Funimation Global Group) är ett amerikanskt underhållningsföretag. Det bildades 1994 av Gen Fukunaga, och blev ett dotterbolag till Navarre Corporation den 11 maj 2005. I april 2011 såldes Funimation av Navarre till en grupp investerare, bland dem Gen Fukunaga, för $24 miljoner. Ungefär samtidigt avskaffade företaget sin symbol, bollen, stjärnan och den blåa färgen från sin logotyp, liksom ordet "entertainment".  Funimation producerar, marknadsför och distribuerar anime och annan underhållning runtom i USA samt på den internationella marknaden. Huvudkontoret finns i Flower Mound, Texas. Funimation är en  ordlek  av engelskans ord fun (skoj) och animation (animering).

### Fotnoter
1. ↑  hämtat från: italienskspråkiga Wikipedia.[källa från Wikidata]
2. ↑  ”Navarre Corporation Announces Sale Of FUNimation Entertainment”. GLOBE NEWSWIRE. 4 april 2011. Arkiverad från originalet den 7 april 2011. https://web.archive.org/web/20110407020523/http://www.tradershuddle.com/20110404196448/globenewswire/Navarre-Corporation-Announces-Sale-of-FUNimation-Entertainment.html. Läst 4 april 2011.
3. ↑  ”Navarre Sells Anime Studio FUNimation”. Asia Pacific Arts. 8 april 2011. Arkiverad från originalet den 13 april 2014. https://web.archive.org/web/20140413131513/http://asiapacificarts.usc.edu/article@apa?navarre_sells_anime_studio_funimation_16622.aspx. Läst 15 juli 2012.
4. ↑  Wethe, David (7 juni 2007). ”Funimation moving headquarters to Flower Mound”. Fort-Worth Star Telegram. http://www.accessmylibrary.com/coms2/summary_0286-30963771_ITM. Läst 7 juni 2007.